# Parabol
«Parabol» es una canción de la banda californiana de metal progresivo Tool. Es la sexta canción del álbum Lateralus. Esta canción está directamente enlazada con su sucesora "Parabola" (ya que están seguidas en el álbum y se tocan como si fueran una sola pista).
En el vídeo de "Parabola", se agrega esta canción al comienzo (así que se podría decir que "Parabol" si tiene vídeo, pero el vídeo se llama "Parabola" y se toma como una sola canción).
"Parabol" es una palabra, prácticamente sin significado, solo se recorta la letra A de la palabra Parábola. 
"Parabol" tiene una letra muy corta, y solo dura aproximadamente la mitad de "Parabola". Entre la escasa letra de "Parabol" se encuentra una estrofa de "Parabola" un poco modificada y también el estribillo (originalmente, la estrofa y el estribillo son de esta canción y no de "Parabola").
Se cree que "Parabol" fue grabada en la misma pista que "Parabola" (para después recortarla al editar y mezclar el álbum).